# Aggie Herring
Pour les articles homonymes, voir Herring.
Agnes « Aggie » Herring est une actrice américaine, née le 4 février 1876 à San Francisco (Californie), morte le 28 octobre 1939 à Santa Monica (Californie).

## Biographie
Aggie Herring débute au cinéma en 1915 et jusqu'à sa mort en 1939, contribue à environ cent-vingt films américains, dont près de quatre-vingts muets, comme second rôle de caractère (parfois non créditée).
Parmi ses films notables, mentionnons Oliver Twist de Frank Lloyd (1922, avec James A. Marcus et Jackie Coogan), That Certain Thing de Frank Capra (1928), ou encore Daniel Boone de David Howard (1936, avec George O'Brien et Heather Angel).

## Filmographie partielle
- 1915 : Mother Hulda de Raymond B. West
- 1915 : The Darkening Trail de William S. Hart
- 1915 : Châtiment (The Despoiler) de Reginald Barker
- 1916 : Eye of the Night de Walter Edwards
- 1916 : Home de Raymond B. West
- 1916 : Honor Thy Name de Charles Giblyn
- 1916 : La Rédemption de Rio Jim (The Return of Draw Egan) de William S. Hart
- 1916 : The Vagabond Prince de Charles Giblyn
- 1916 : Les Quatre Irlandaises (A Corner in Colleens) de Charles Miller
- 1916 : The Female of the Species de Raymond B. West
- 1917 : Le Bourru (The Crab) de Walter Edwards
- 1917 : The Pinch Hitter de Victor Schertzinger
- 1917 : Les Sœurs jumelles (The Snarl) de Raymond B. West
- 1917 : The Millionaire Vagrant de Victor Schertzinger
- 1917 : Madge l'écervelée (Madcap Madge) de Raymond B. West
- 1917 : La Petite Châtelaine (Wee Lady Betty) de Charles Miller : Mme O'Reilly
- 1918 : The Cast-Off de Raymond B. West
- 1918 : Au fond de la coupe (Within the Cup) de Raymond B. West
- 1918 : Un garçon parfait (More Trouble) d'Ernest C. Warde
- 1918 : Wedlock de Wallace Worsley
- 1918 : Noble mensonge (The White Lie) de Howard C. Hickman
- 1919 : Todd of the Times d'Eliot Howe
- 1919 : A Man in the Open d'Ernest C. Warde
- 1919 : La Petite Princesse (A Yankee Princess) de David Smith
- 1919 : La Petite Institutrice (Cupid Forecloses) de David Smith
- 1919 : A Man's Fight de Thomas N. Heffron
- 1919 : Dans les bas-fonds (The Hoodlum), de Sidney Franklin
- 1919 : The Lord Loves the Irish d'Ernest C. Warde
- 1919 : Les Deux Mères (A Girl Named Mary) de Walter Edwards
- 1920 : Daredevil Jack de W. S. Van Dyke
- 1920 : Hairpins de Fred Niblo
- 1920 : L'Aveugle de Twin-Forth (The Sagebrusher) d'Edward Sloman
- 1920 : The Little Shepherd of Kingdom Come de Wallace Worsley
- 1920 : Big Happiness de Colin Campbell

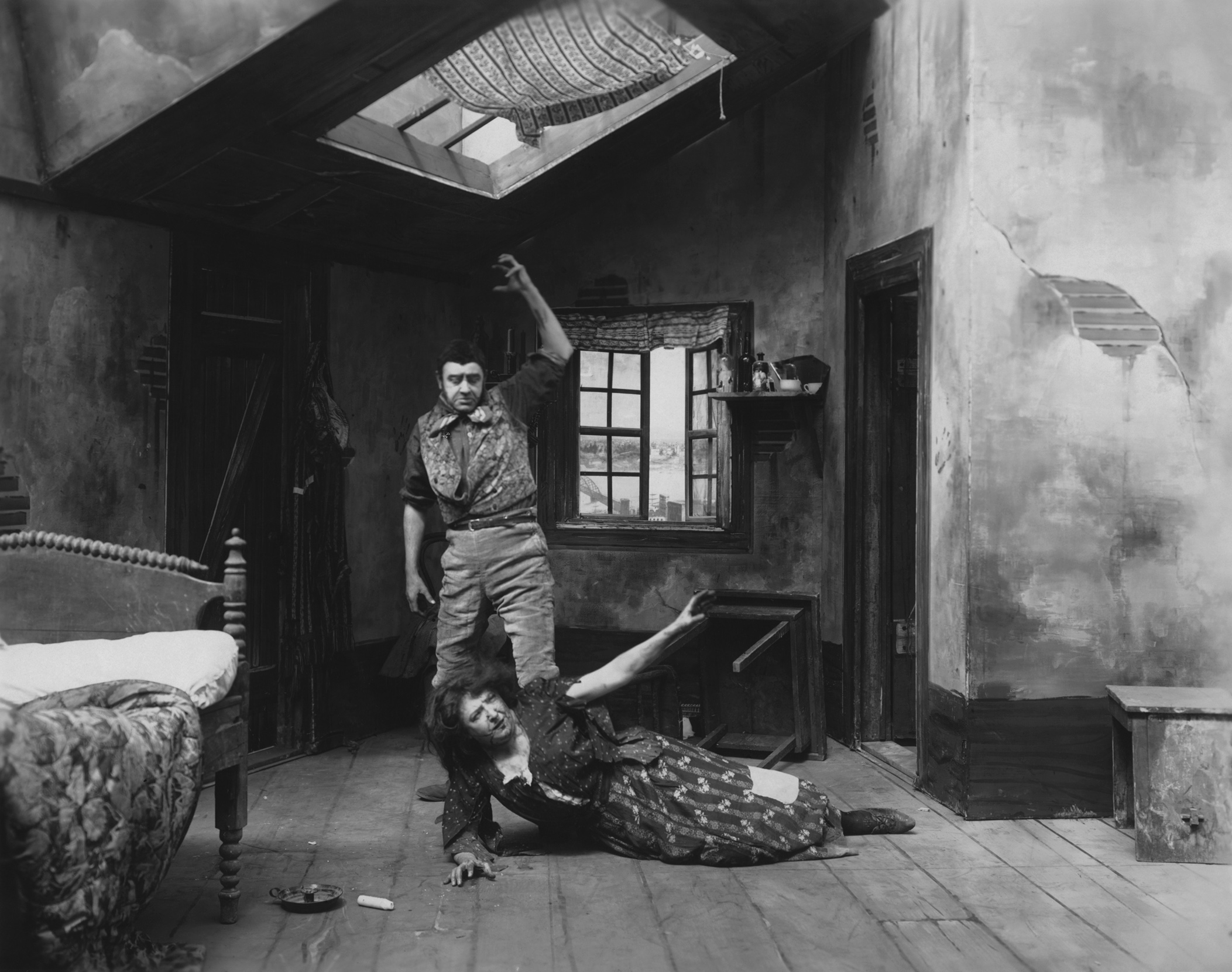
Avec James A. Marcus, dans Oliver Twist (1922)

- 1920 : The Dwelling Place of Light de Jack Conway
- 1920 : Unseen Forces de Sidney Franklin
- 1921 : Le Détective improvisé (The Rookie's Return) de Jack Nelson
- 1921 : La Chasse au renard (Among Those Present) de Fred C. Newmeyer (court métrage)
- 1921 : Queenie de Howard M. Mitchell
- 1922 : Le Roman de Janette (The Ragged Heiress) de Harry Beaumont
- 1922 : Heroes of the Street de William Beaudine
- 1922 : Oliver Twist de Frank Lloyd
- 1922 : A Blind Bargain de Wallace Worsley
- 1923 : The Age of Desire de Frank Borzage
- 1923 : La Bouteille enchantée (The Brass Bottle), de Maurice Tourneur
- 1923 : L'Île des navires perdus (The Isle of Lost Ships) de Maurice Tourneur
- 1923 : Let's Go de William K. Howard
- 1924 : Wine of Youth de King Vidor
- 1924 : The Silent Watcher de Frank Lloyd
- 1925 : Any Woman d'Henry King
- 1925 : Poupées de théâtre (Sally, Irene and Mary) d'Edmund Goulding
- 1926 : Laddie de James Leo Meehan
- 1926 : Sweet Daddies d'Alfred Santell
- 1926 : Kosher Kitty Kelly de James W. Horne
- 1926 : Le Lys de Whitechapel (Twinkletoes) de Charles Brabin
- 1927 : McFadden's Flats de Richard Wallace
- 1927 : The Gorilla d'Alfred Santell
- 1927 : Finnegan's Ball de James P. Hogan
- 1928 : La Madone des sandwiches (That Certain Thing) de Frank Capra
- 1928 : Maman de mon cœur (Mother Machree) de John Ford
- 1928 : Lady Be Good de Richard Wallace
- 1928 : Do Your Duty de William Beaudine
- 1929 : Mademoiselle et son chauffeur (Children of the Ritz) de John Francis Dillon
- 1929 : Papillons de nuit (Broadway Babies) de Mervyn LeRoy
- 1929 : Smiling Irish Eyes de William A. Seiter
- 1929 : Rues sombres (Dark Streets) de Frank Lloyd
- 1930 : In the Next Room d'Edward F. Cline
- 1930 : Billy the Kid de King Vidor
- 1930 : Clancy in Wall Street de Ted Wilde
- 1930 : Fat Wives for Thin de Mack Sennett
- 1930 : La Chanson de mon cœur (Song o' My Heart) de Frank Borzage
- 1930 : Brothers de Walter Lang
- 1931 : Millie de John Francis Dillon
- 1931 : Ten Cents a Dance de Lionel Barrymore
- 1931 : The Hot Heiress de Clarence G. Badger
- 1931 : Meet the Wife de Leslie Pearce
- 1931 : Bad Girl de Frank Borzage
- 1932 : Taxi! de Roy Del Ruth
- 1932 : What Price Hollywood? de George Cukor
- 1933 : Lady Lou (She Done Him Wrong) de Lowell Sherman

- 1933 : Danseuse étoile (Stage Mother) de Charles Brabin

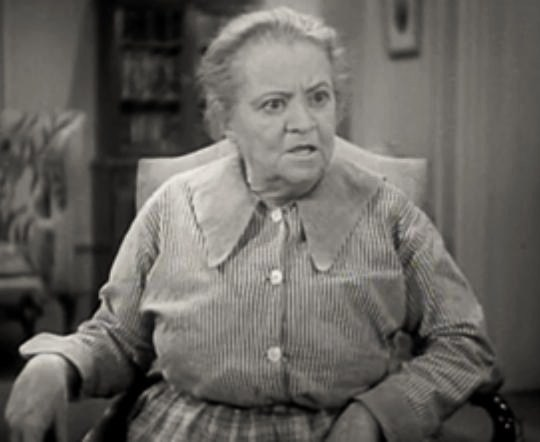
Dans The Dark Hour (1936)

- 1933 : The Sin of Nora Moran de Phil Goldstone
- 1934 : A Very Honorable Guy de Lloyd Bacon
- 1934 : Stand Up and Cheer! de Hamilton MacFadden
- 1934 : The Key de Michael Curtiz
- 1934 : Green Eyes de Richard Thorpe
- 1934 : The Curtain Falls (en) de Charles Lamont
- 1935 : Life Returns d'Eugene Frenke et James Patrick Hogan
- 1935 : Suicide Squad (en) de Bernard B. Ray
- 1936 : Daniel Boone de David Howard
- 1936 : The Dark Hour de Charles Lamont
- 1937 : Don't Tell the Wife (en) de Christy Cabanne
- 1938 : Island in the Sky (en) d'Herbert I. Leeds
- 1939 : Everybody's Baby de Malcolm St. Clair